# Ottaviano Vimercati
Conte Ottaviano Vimercati (Milano, 26 marzo 1815 – Mirabello, parco di Monza, 25 luglio 1879) è stato un nobile, militare, diplomatico e senatore italiano, noto per il suo ruolo nelle campagne francesi in Algeria e in Crimea, nonché per l’attività diplomatico-politica al fianco di Camillo Benso di Cavour e nei rapporti con Napoleone III. Fu altresì noto con l’appellativo di «Primo Lombardo», soprannome conferitogli da Vittorio Emanuele II dopo la battaglia di Novara.

## Biografia

### Origini e formazione
Ottaviano Vimercati nacque a Milano il 26 marzo 1815, primogenito del conte Giovanni Pietro Vimercati e di Maria dei conti Martini, appartenente a un’antica famiglia aristocratica cremasca attestata fin dall’XI secolo.
Gli anni giovanili di Vimercati non furono tranquilli né promettenti: in un’epoca in cui il patriziato lombardo-veneto era scoraggiato da qualsiasi impegno politico e spesso indotto a sprecare le proprie energie nei piaceri, anche lui seguì un percorso simile a quello di molti coetanei. Tuttavia, questo periodo rimase per lui un peso morale, che cercò di superare con un impegno indefesso e una condotta irreprensibile nel prosieguo della vita.

### Carriera militare
Nel 1841 Vimercati si arruolò volontario nella Legione straniera francese, prestando servizio nel Reggimento degli Spahis e partecipando alle spedizioni di Ṣeidā e Mascara in Algeria. Per gli atti di valore riportati in combattimento ottenne la croce di Cavaliere della Legion d’onore. Tornato in Italia nel 1848, entrò nei Bersaglieri del Regno di Sardegna come sottotenente; nel 1849 fu promosso capitano nel reggimento Aosta Cavalleria e nominato ufficiale d’ordinanza di Vittorio Emanuele II. Nel marzo 1849, dopo la sconfitta di Novara (23–24 marzo), prese parte alle trattative per l’Armistizio di Vignale; in quell’occasione Vittorio Emanuele II gli conferì il soprannome di «Primo Lombardo».
Nel 1855, con il grado di maggiore, combatté in Crimea aggregato alla seconda divisione guidata da Alessandro La Marmora, ottenendo la Medaglia d’argento al Valor Militare e la Medaglia commemorativa di Crimea. Al termine del conflitto si ritirò dal servizio attivo nel 1857.

### Armistizio di Vignale e rapporti con il sovrano
Dopo la battaglia di Novara, Vimercati, in qualità di ufficiale d’ordinanza del duca di Savoia, accompagnò Vittorio Emanuele II al quartier generale austriaco di Vignale per negoziare la cessazione delle ostilità. Presenziò alla firma dell’Armistizio di Vignale (24 marzo 1849), fungendo da tramite fra il re e il maresciallo Radetzky e promuovendo un atteggiamento di moderazione che contribuì a consolidare la popolarità di Vittorio Emanuele II come «Re galantuomo».

### Guerra di Crimea
Nel febbraio 1855 Vimercati fu aggregato alla seconda divisione italiana al comando di La Marmora e inviato in Crimea. Combatté nelle operazioni attorno a Sebastopoli e presso il fiume Alma, distinguendosi per il coraggio nelle azioni di fanteria e cavalleria. Ricevette la Medaglia commemorativa di Crimea e una Medaglia d’argento al Valor Militare per le operazioni del 18 giugno 1855. Al termine delle ostilità rientrò in Piemonte nel 1856, lasciando definitivamente il servizio nell’anno successivo.

### Missione con Garibaldi e liberazione a Milano e Napoli
Durante la Seconda guerra d’indipendenza (1859), Vimercati servì come ufficiale di Stato Maggiore presso il maresciallo François Certain de Canrobert dell’esercito francese. Alla liberazione di Milano (settembre 1859), fu tra i primi ufficiali italiani a entrare in città sotto il vessillo franco-piemontese, contribuendo a organizzare il governo provvisorio cittadino e a garantire la presenza amministrativa italiana sin dal primo giorno.
Nel 1860, inviato direttamente da Cavour, raggiunse Garibaldi nelle Marche per coordinare l’arrivo di rinforzi sardi in vista della battaglia del Volturno. Al termine della campagna meridionale (settembre–ottobre 1860), entrò a Napoli con l’esercito garibaldino, curando lo smobilizzo delle truppe borboniche e favorendo l’istituzione del governo provvisorio sabaudo.

### Attività diplomatica
Dopo il ritiro dal servizio attivo, Vimercati si stabilì a Parigi dove coltivò stretti rapporti con Napoleone III. In qualità di “informateur” per Cavour, fornì al governo piemontese preziosi rapporti sul clima politico francese e facilitò i colloqui fra Vittorio Emanuele II e l’Imperatore. Grazie alla sua azione, contribuì al riconoscimento internazionale del neonato Regno d’Italia immediatamente dopo la spedizione dei Mille, ottenendo da Napoleone III l’appoggio formale alla causa italiana.
Tra il 1861 e il 1863 svolse funzioni di addetto militare presso l’ambasciata del Regno d’Italia a Parigi, negoziando il riconoscimento ufficiale della nuova Corona e favorendo lo smobilizzo delle guarnigioni francesi da Roma (1864). Negli anni 1869–1870 tentò di promuovere una triplice intesa tra Francia, Italia e Austria-Ungheria, confidando nella benevolenza napoleonica – ma la caduta dell’Empire nel 1870 pose fine a tali negoziati.

### Vita privata e morte
Nel 1850 Vimercati sposò Carolina Cusani Confalonieri, vedova del marchese Paolo d’Adda Salvaterra, da cui adottò il figlio Luigi e la nipote Emilietta. Carolina morì nel 1870; il 5 giugno 1873 Ottaviano si risposò con Lucia Fougeroux de Soyres, dalla quale nacque una figlia, Anna (1874).
Nel 1873 Vittorio Emanuele II gli affidò l’ispezione generale delle regie cacce; nello stesso periodo, Napoleone III gli conferì una medaglia commemorativa per i servizi resi alla diplomazia francese. 
L’8 maggio 1879 fu nominato senatore del Regno d’Italia, ricevendo formalmente l’investitura il 29 maggio 1879. Poco più di un mese dopo, il 25 luglio 1879, si spense a Mirabello, nel parco di Monza, stroncato da un tifo acuto all’età di 64 anni.